# Mos Teutonicus

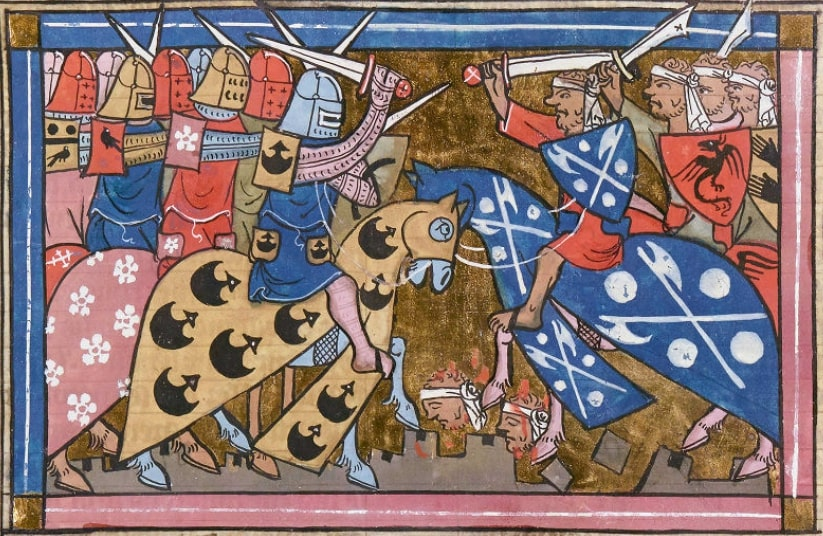
Cavalieri in una battaglia della seconda crociata: il processo di mos Teutonicus era spesso usato per preservare e riportare a casa i corpi dei nobili aristocratici che cadevano in battaglia in terre lontane. Miniatura tratta da Histoire d'Outremer di Guglielmo di Tiro.

Il mos Teutonicus (in latino costume dei tedeschi) era un'abitudine funeraria postmortem utilizzata in Europa nel Medioevo come metodo per trasportare e deporre solennemente i corpi dei nobili di alto rango. Il processo comportava la rimozione della carne e delle viscere dal corpo, in modo che le ossa del defunto potessero essere trasportate igienicamente da terre lontane al luogo di provenienza del defunto.

## Diffusione
Durante la seconda Crociata per la Terra Santa molti aristocratici perirono in battaglia o per cause naturali, e i loro corpi erano destinati ad essere sepolti lontano dalla loro terra natia in territorio musulmano. Il trasporto su lunghe distanze del corpo dalla Terra Santa era impraticabile oltre che poco igienico a causa della decomposizione, che era spesso accelerata dal clima locale.
Gli aristocratici tedeschi tenevano particolarmente che la sepoltura non si svolgesse in Terra Santa ma sul suolo tedesco. Il cronista fiorentino Boncompagno fu il primo a collegare questo metodo di conservazione del corpo con gli aristocratici tedeschi, e coniò quindi la frase mos Teutonicus, che significa "l'usanza germanica".
Gli aristocratici inglesi e francesi generalmente preferivano l'imbalsamazione al mos Teutonicus, seppellendo le interiora e il cuore in un luogo separato dal cadavere. Uno dei vantaggi del mos Teutonicus era che era relativamente economico rispetto all'imbalsamazione oltre che più igienico.
La conservazione del cadavere era molto popolare nella società medievale. Il corpo in decomposizione era visto come un qualcosa di peccaminoso e malvagio. L'imbalsamazione e il mos Teutonicus, insieme alle effigi della tomba, erano un modo di dare al cadavere un'illusione di stasi e rimuovere l'immagine inquietante della putrefazione e del decadimento. Inoltre questi metodi conservavano il corpo in attesa del Giudizio finale.
Nel 1198 il duca d'Austria Federico I, morto in Palestina, fu sottoposto a questa pratica, così come il corpo del re Luigi IX, morto a Tunisi nel 1270 durante l'ottava crociata in territorio musulmano per trasportare il suo cadavere in Francia.

## Processo
Il processo di mos Teutonicus partiva dallo smembramento del cadavere per facilitare la fase successiva del processo, in cui le parti del corpo venivano bollite in acqua o nel vino per diverse ore. L'ebollizione separava la carne dall'osso. Ogni residuo veniva raschiato dalle ossa, lasciando uno scheletro completamente pulito. Sia la carne che gli organi interni potevano essere seppelliti immediatamente o conservati con il sale allo stesso modo della carne animale. Le ossa e la carne conservata venivano poi trasportate nella patria del defunto per la sepoltura cerimoniale.
La società medievale generalmente considerava le interiora ignobili e non vi era una grande solennità nel loro smaltimento, specialmente tra gli aristocratici tedeschi.

## Divieto della pratica
Sebbene la Chiesa avesse un grande rispetto per la pratica, papa Bonifacio VIII era noto per avere una particolare ripugnanza del mos Teutonicus a causa del suo ideale di integrità fisica, legato all'idea cristiana della resurrezione dei morti nel Giorno del Giudizio. Nella sua bolla del 1300, De Sepulturis, Bonifacio proibì la pratica. Questa bolla papale veniva spesso fraintesa come proibizione della dissezione umana: ciò probabilmente ostacolò la ricerca di alcuni anatomisti poiché temevano ripercussioni e punizioni a seguito di autopsie mediche, ma la bolla proibiva solo l'atto di mos Teutonicus, non la dissezione in generale.